# Sainte-Marie-aux-Mines
Sainte-Marie-aux-Mines (in alsaziano Màrkìrisch, in tedesco Markirch) è un comune francese di 5 054 abitanti situato nel dipartimento dell'Alto Reno nella regione del Grand Est.

## Geografia fisica

### Territorio

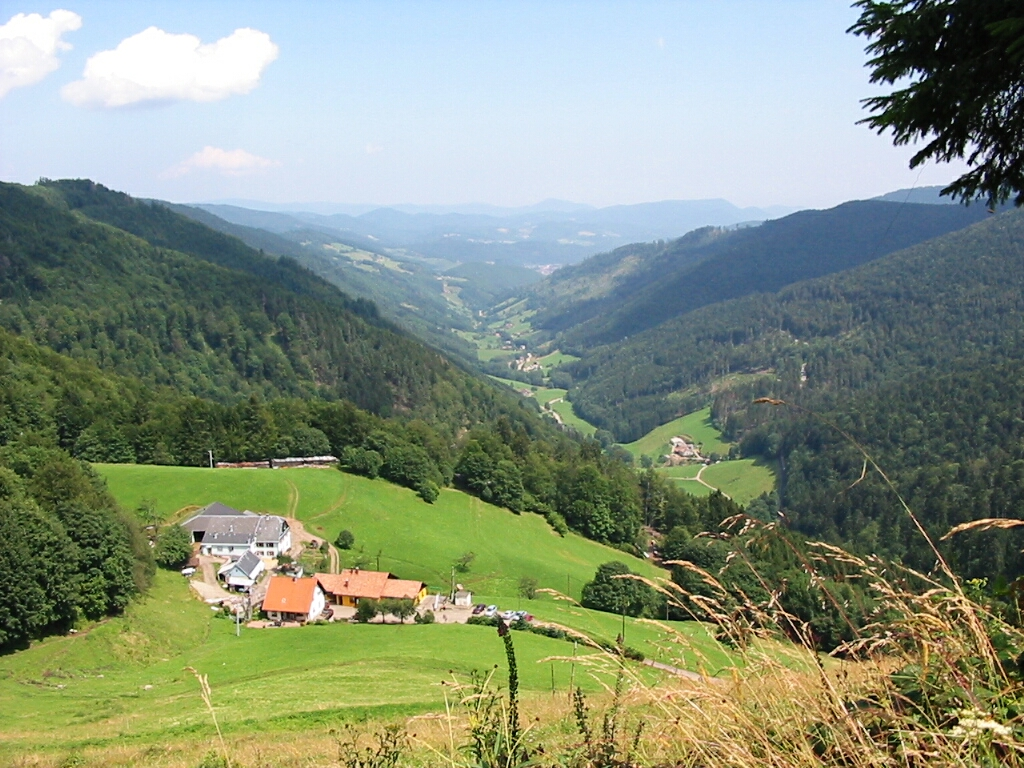
L'alta valle, vista dai colli di Bagenelles

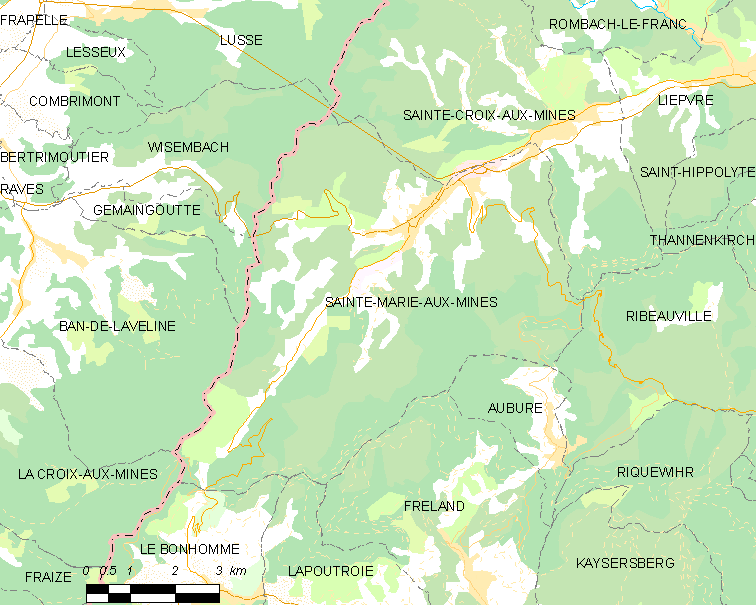
Sainte-Marie-aux-Mines e i comuni limitrofi

Sainte-Marie-aux-Mines sorge a ridosso della catena montuosa dei Vosgi e disegna una forma di V nella quale affiora il fiume Lièpvrette, forma che è tipica delle altre tre valli tributarie che si snodano attraverso i tre massicci montuosi del Rombach: Le Petit Rombach, Le Grand Rombach e il Rombach-le-Franc. La valle di Sainte-Marie-aux-Mines, odierna Val d'Argent, comprende cinque comuni: Aubure, Lièpvr, Rombach-le-Franc e Sainte-Croix-aux-Mines. Il centro abitato principale si trova a circa 360 metri sul livello del mare, ma il comprensorio tocca i 1 210 metri di altitudine.
Il passo di Sainte-Marie, situato a ovest a un'altitudine di 772 metri, è la via più breve e diretta per arrivare nella confinante regione della Lorena, che è raggiungibile a sud-ovest attraversando il Col des Bagenelles (a 903 metri), che conduce al Col du Bonhomme e alla Route des Crêtes. A sud-est, il passo Haut de Ribeauvillé (a 742 metri) è un'altra via di accesso diretto all'ex capoluogo dell'arrondissement, che dista 20 chilometri, sebbene la città di Sélestat nel Basso Reno, a 22 km dalla vallata, rappresenti un più rinomato polo di attrazione turistica. 
Sainte-Marie-aux-Mines è delimitata su entrambi i lati dalle alture che costituiscono la catena dei Vosgi. Il fiume Lièpvrette, che gli autoctoni chiamavano anticamente Landbach, che significa "il rivo provinciale", un tempo divideva la città in due parti nettamente separate, una delle quali dipendeva dalla diocesi di Strasburgo sotto l'arciprete o capitolo rurale di Sélestat, mentre l'altra apparteneva alla Lorena.
Dopo la Rivoluzione francese, le due parti della città furono riunificate e furono annesse anche le frazioni di Saint-Blaise, Ferdrupt, Échéry, Rauenthal e Petite Lièpvre. Il territorio comunale, che si estende per oltre 45 km2, è uno dei più grandi della Francia.

### Idrografia
Il fiume più importante della valle, la Lièpvrette, sorge a 750 metri sul livello del mare all'interno del perimetro comunale, non lontano dal Col des Bagenelles. I suoi affluenti sono il torrente Rauenthal che proviene da Brézouard (a 1 228 metri s.l.m.) e, sulla sua riva sinistra, il Robinot che scorre dall'Haut des Héraux, il Haste che nasce a Échéry, la Fischtal, l'Hergauchamps, l'Isenbach che sorge nella valle di Saint-Blaise. Gli altri immissari sono i torrenti: Quebrux, Adelsbach, Muesbach, Basse de la Grande Goutte, Rauenthal, Ure, Strengbach, Robinot, Cude, le Blanc, Chaufour e le Fischthal.

### Geologia

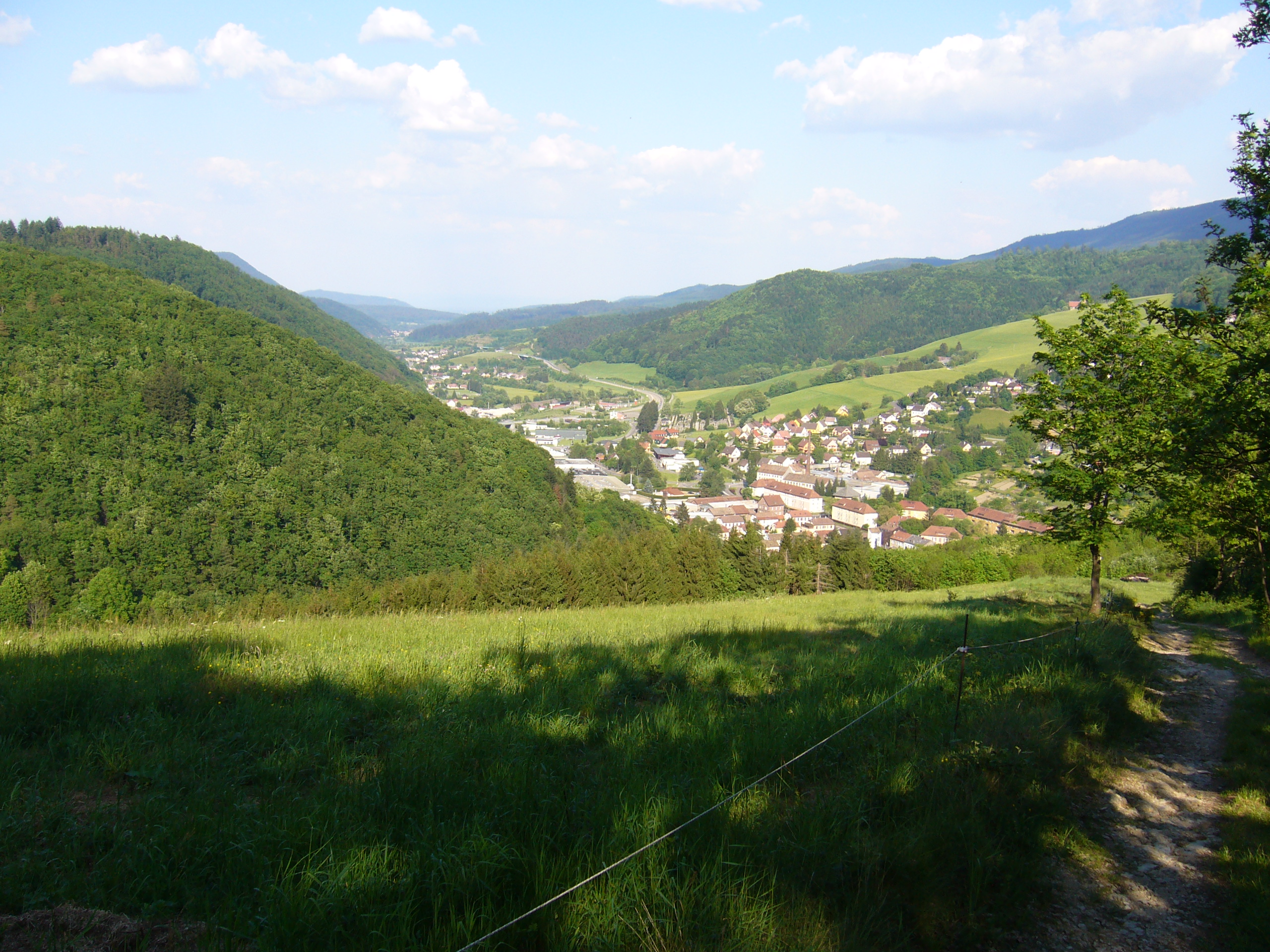
Vista di Sainte-Marie-aux-Mines

Le vene metallifere più diffuse intorno a Sainte-Marie-aux-Mines sono rilevanti dal punto di vista economico per la presenza di ricchi giacimenti minerari di rame, argento, arsenico, piombo, zinco, nichel, ferro, cobalto, con tracce di antimonio, bismuto, uranio e manganese. Inoltre, l'area municipale ospita anche un deposito di carbone coke estratto dal bacino carbonifero della valle del Villé.

### Clima
Il clima di Sainte-Marie-aux-Mines è temperato caldo, con inverni moderatamente freddi ed estati calde con precipitazioni piovose talora significative. Secondo la classificazione di Köppen, è un clima oceanico (Cfb) tendente al continentale (Dfb). La temperatura media è pari a 8,9 °C con picchi di 17,5 °C e una piovosità media di 770 mm all'anno.
Sono i tratti climatici che caratterizzano la catena dei Vosgi e che differiscono da quello di Colmar per le precipitazioni molto più elevate, soprattutto nel periodo estivo (770 mm all'anno rispetto ai 607 mm di Colmar) e per le temperature inferiori da un grado nei mesi invernali ai tre gradi in quelli estivi, fatto parzialmente spiegabile con la modesta differenza di altitudine tra i due comuni (circa 250 metri) e con la maggiore esposizione di Colmar alla luce solare. D'altra parte, situata appena a est della linea di cresta dei Vosgi, Sainte-Marie-aux-Mines è molto meno lambita dalle piogge rispetto al pendio occidentale, a testimonianza dei 990 mm annuali medi registrati a Épinal.
| Rilievi meteorologici di Sainte-Marie-aux-Mines (periodo di riferimento: 1982-2012) | Mesi | Mesi | Mesi | Mesi | Mesi | Mesi | Mesi | Mesi | Mesi | Mesi | Mesi | Mesi | Stagioni | Stagioni | Stagioni | Stagioni | Anno |
| Rilievi meteorologici di Sainte-Marie-aux-Mines (periodo di riferimento: 1982-2012) | Gen  | Feb  | Mar  | Apr  | Mag  | Giu  | Lug  | Ago  | Set  | Ott  | Nov  | Dic  | Inv      | Pri      | Est      | Aut      | Anno |
| ----------------------------------------------------------------------------------- | ---- | ---- | ---- | ---- | ---- | ---- | ---- | ---- | ---- | ---- | ---- | ---- | -------- | -------- | -------- | -------- | ---- |
| T. max. media (°C)                                                                  | 2,7  | 4,5  | 9,0  | 13,1 | 17,5 | 20,8 | 23,1 | 22,6 | 19,4 | 13,6 | 7,4  | 3,6  | 3,6      | 13,2     | 22,2     | 13,5     | 13,1 |
| T. media (°C)                                                                       | 0,2  | 1,3  | 4,8  | 8,3  | 12,4 | 15,6 | 17,7 | 17,3 | 14,4 | 9,5  | 4,0  | 1,1  | 0,9      | 8,5      | 16,9     | 9,3      | 8,9  |
| T. min. media (°C)                                                                  | −2,2 | −1,8 | 0,6  | 3,5  | 7,3  | 10,5 | 12,3 | 12,0 | 9,4  | 5,5  | 1,3  | −1,4 | −1,8     | 3,8      | 11,6     | 5,4      | 4,8  |
| Precipitazioni (mm)                                                                 | 59   | 49   | 50   | 55   | 76   | 85   | 73   | 83   | 64   | 51   | 69   | 56   | 164      | 181      | 241      | 184      | 770  |

## Origini del nome
Nel corso dei secoli, il nome di Sainte-Marie-aux-Mines ha subito le seguenti variazioni:
- nei documenti latini del 1078 è attestato il nome di Fanum Sanctae Mariae ("tempio di Santa Maria"), Sancta Maria ad Fodinas e Sancta Maria;
- derivato dal latino è il nome tedesco di Markirch (1441) o Mariakirch, e quello Màrkirich nella lingua alsaziana;
- dopo la Rivoluzione le autorità locali optarono per il nome secolare di Val-aux-Mines, prima del ripristino della denominazione originaria di Sainte-Marie-aux-Mines, attuata nel 1793.

I luoghi limitrofi Sainte-Marie-aux-Mines avevano nomi tedeschi e francesi, di sovente erano adattati foneticamente da un idioma all'altro (ad esempio, Eckirch e Échéry, Fortelbach e Fertrupt, Surlattes e Zillhardt), oppure con la resa del significato (Schoenberg e Belmont, Rauenthal e Fond-nu, Petite Lièpvre e Kleinleberau). La dualità dei toponimi non risulta un particolare mistero qualora si consideri che l'alta valle di Liepvrette, come le alte valli vicine di Bruche, Gießen, Béhine e Weiss erano abitata da francesi, mentre i contadini della pianura, e in particolare i minatori della Sassonia, non avevano mai smesso di parlare tedesco.

## Storia

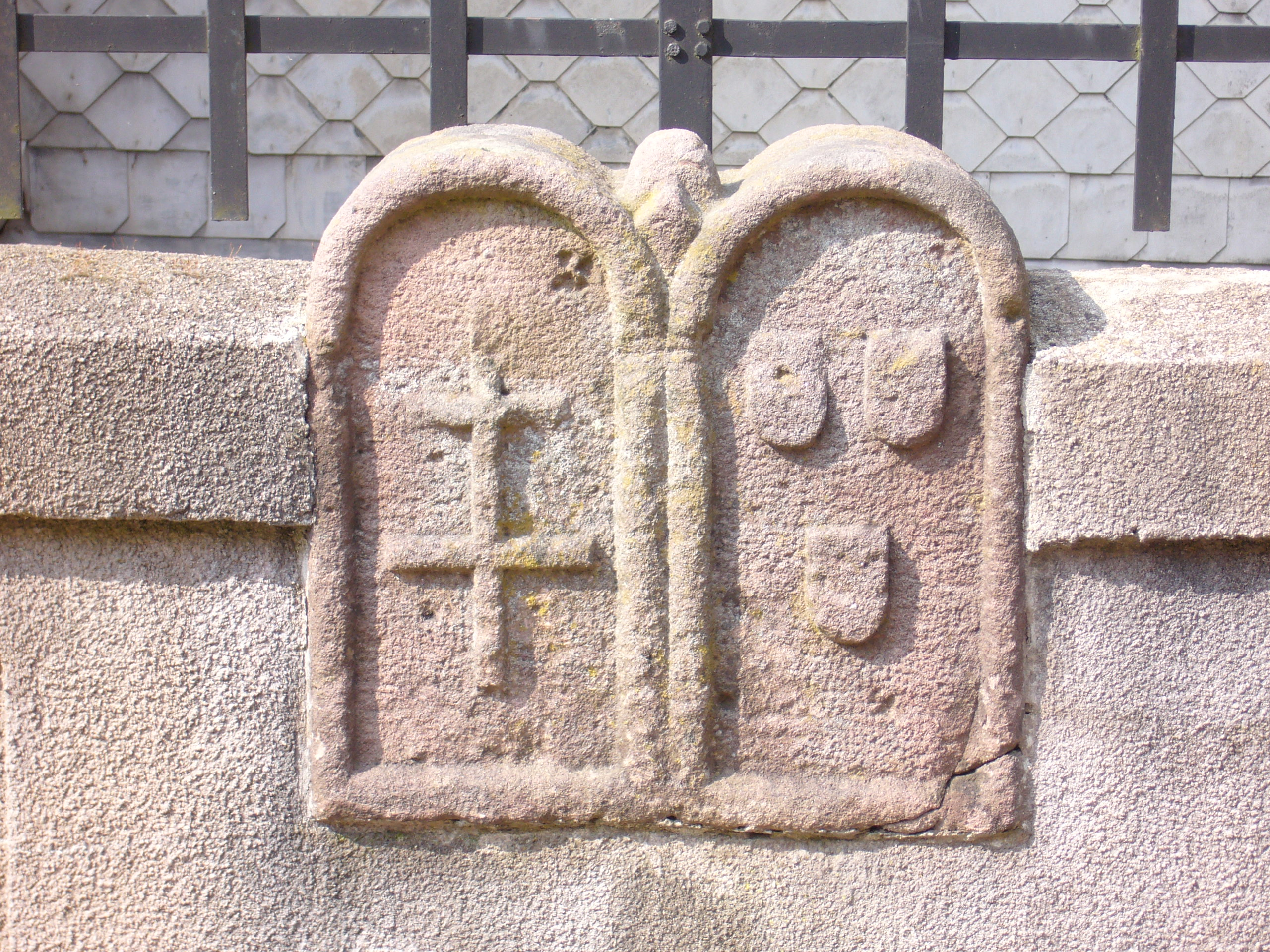
Il confine segnato dal ponte Bonduron fino al 1722, con l'armoriale del Ducato di Lorena a sinistra e quello dell'Alsazia a destra

La storia della città è strettamente legata all'immigrazione dei minatori dalle regioni circostanti. Terra di tolleranza e rifugio, signorie feudali di Ribeaupierre ebbero un ruolo significativo nella storia del protestantesimo e nel 1693 furono la cornice dello scisma degli Amish.
Dal 1381 al 1789, la città rimase contesa fra il Ducato di Lorena e la signoria di Ribeaupierre, fino a quando la Rivoluzione francese demolì definitivamente il sistema feudale. La linea di confine, ancora visibile sul ponte Bonduron, fu sostituita dal tracciato naturale del fiume Lièpvrette.
Grazie all'eredità del settore tessile, fino alla prima metà del XIX secolo Sainte-Marie-aux-Mines rimase un'importante realtà manifatturiera e la terza città più popolosa fra quelle che si affacciano sul Reno.

### Simboli

Il blasone di Sainte-Marie-aux-Mines dopo la riunificazione del 1790

Lo stemma concesso il 28 luglio 1892 richiama quello storico riprodotto sui documenti in carta intestata fino alla Rivoluzione francese: un emblema che ricorda le radici minerarie e la bipartizione storica della città, in quanto riportante le armi della Lorena e quelle di Ribeaupierre, unitamente al simbolo araldico dei minatori.
Lo stemma subì varie mutazioni nel corso del tempo. Il blasone generale del re Luigi XIV fu associato all'Armoriale Generale dell'Alsazia, e nel relativo versante di Sainte-Marie-aux-Mines fu decorato nel modo seguente:
(Blasone del lato alsaziano)
Al termine della Rivoluzione, furono unificati anche gli armoriali della Lorena e quelli della signoria di Ribaupierre:
(Blasone in uso dai primi del XIX secolo)
La riunificazione delle due parti nel 1790 portò all'inserimento del sigillo francese sul lato destro, formato da tre gigli d'oro in campo azzurro; alla sinistra, viene posto un pesce che nuota nel verso opposto. Tuttavia, dopo pochi mesi scomparvero prima il pesce, e poi anche il giglio.

### Onorificenze
Il 2 novembre 1921, la città di Sainte-Marie-aux-Mines fu insignita della Croix de guerre 1914-1918 con palma, onorificenza alla quale l'11 novembre 1948 seguì il conferimento della Croix de guerre 1939-1945 con stella di argento vermeil.

## Società

### Evoluzione demografica
Abitanti censiti

## Cultura
Nell'ottobre del 2005, il Ministero della cultura e della comunicazione francese assegnò ai comuni di Sainte-Marie-aux-Mines, Sainte-Croix-aux-Mines, Lièpvre e Rombach-le-Francil la denominazione secondaria e comune di Val d'Argent Pays d'Art et d'Histoire ("Valle d'argento, paese d'arte e di storia"), in omaggio alla ricchezza culturale e storica di questo territorio.
Nel mese di novembre, scuole e turisti organizzano insieme passeggiate e visite guidate nella zona.
Il Carrefour européen du Patchwork
Ogni anno, la città ospita il Carrefour européen du Patchwork, una rassegna d'arte internazionale che attira professionisti da tutto io mondo e che è un punto di riferimento per la tradizione del patchwork e del quilt.
La manifestazione ebbe inizio nel 1993, in occasione del tricentenario della nascita del movimento Amish a Sainte-Marie-aux-Mines, allorché l'Associazione francese di storia anabattista e mennonita decise di invitare lo svizzero Jacques Légeret a mettere in mostra alcuni pezzi della sua collezione di trapunte Amish, fatto che suscitò scalpore e la richiesta di replicare l'evento negli anni successivi.

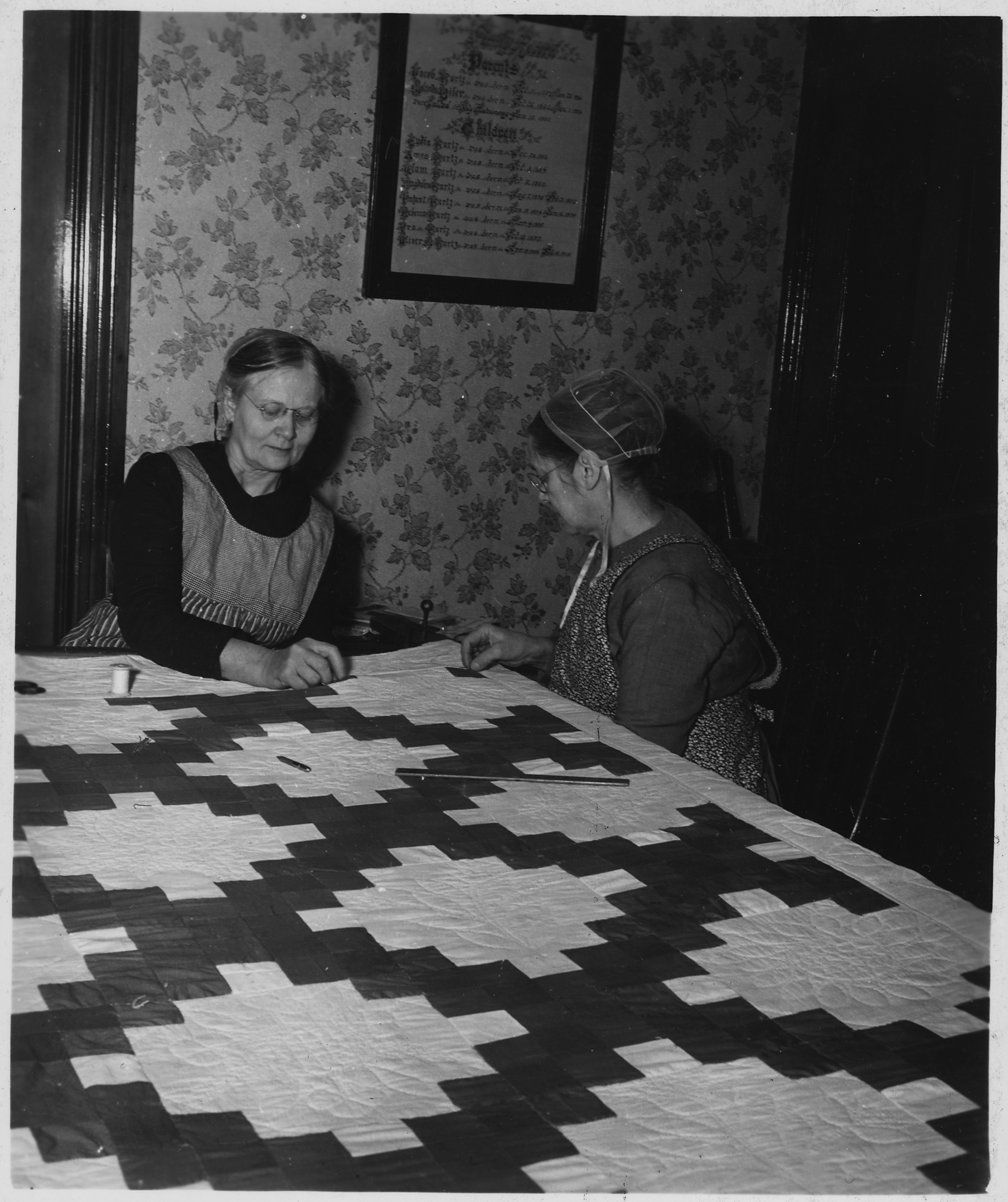
Donne Amish "quiltando", Pennsylvania, Lancaster County, foto Irving Rusinow, 1941, per il Ministero dell'Agricoltura

Gli Amish emigrati negli Stati Uniti furono infatti i principali depositari e promotori di tale composizione tessile costituita da motivi geometrici di forma quadrata, triangolare e romboidale, e da tessuti modesti, realizzate sia per motivi economici di mutuo aiuto fra le donne della comunità e di riuso degli scarti di tessuti o di capi di abbigliamento usurati, sia in ossequio a un'interpretazione letterale dell'imperativo biblico "non ti farai immagine" (Esodo 20:4 e anche Deuteronomio 5:8) che orientò l'arte di queste comunità verso forme non figurative. L'evento si tiene dal 14 al 17 settembre.

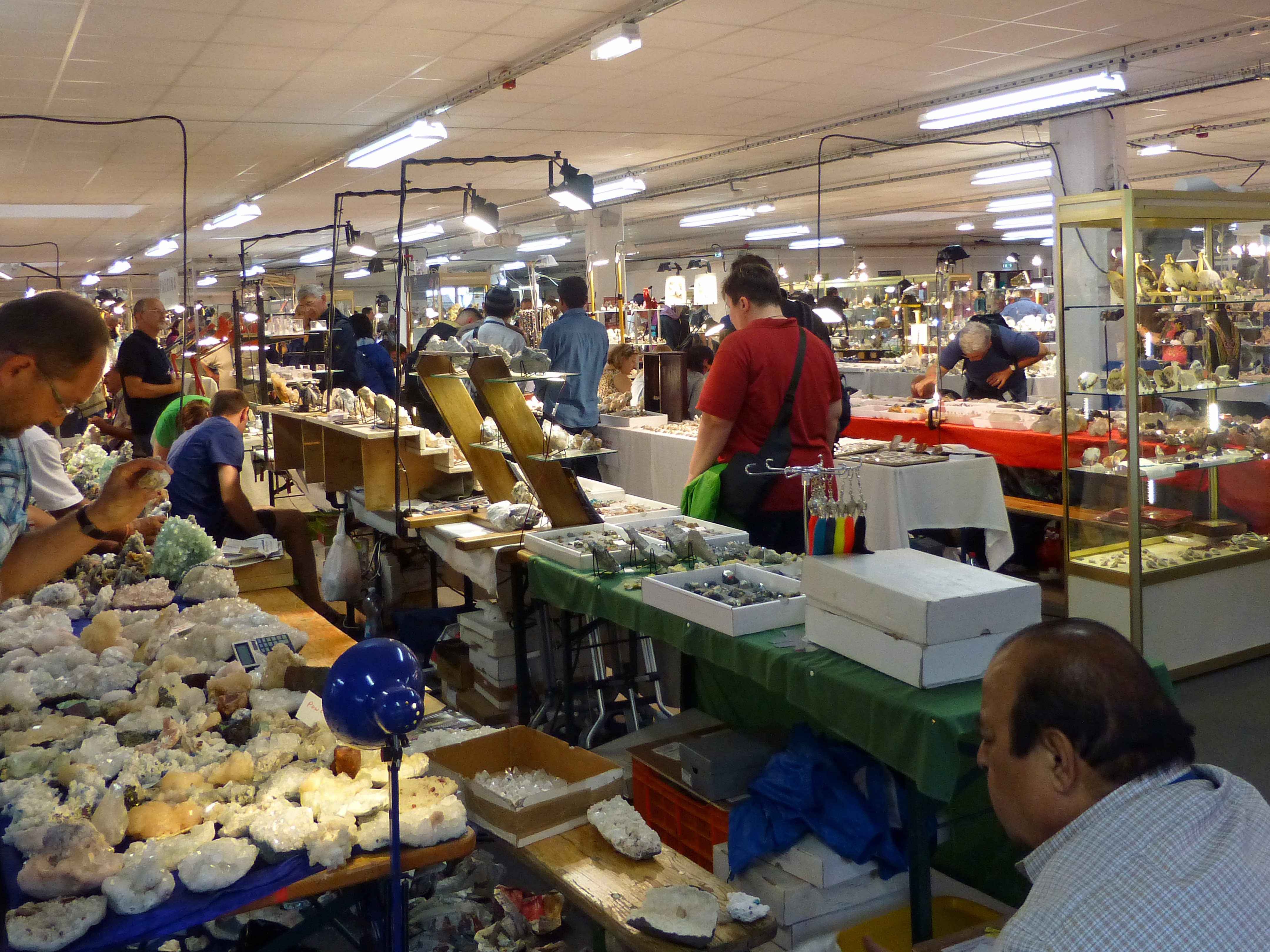
La Borsa dei minerali (nel 2014)

La bourse internationale annuelle de minéraux et fossiles
La bourse internationale annuelle de minéraux et fossiles ("borsa internazionale annuale dei minerali e dei fossili") è una fiera che dal 1962 riunisce circa 35 000 persone fra collezionisti ed esperti di mineralogia. Dal 2012, ha assunto il nome di  Mineral & Gem - Sainte-Marie-aux-Mines, confermandosi come uno dei primi eventi di questo tipo in Europa e fra i primi venti a livello mondiale.
Nella letteratura
A Sainte-Marie-aux-Mines fu ambientato il racconto intitolalo Le mauvais zouave, pubblicato nel 1873 da Alphonse Daudet all'interno della raccolta Contes du lundi, che si ispirava ai fatti della guerra franco-prussiana.